# Державинка
Держа́винка — село в Серышевском районе Амурской области России. Входит в состав Сосновского сельсовета.

## География
Село Державинка расположено к юго-востоку от от посёлка городского типа Серышево, в 12 км юго-восточнее автотрассы областного значения Серышево — Новокиевский Увал — Февральск — Златоустовск.
Дорога к селу Державинка идёт от посёлка городского типа Серышево через сёла Украинка, Верное и Сосновку, расстояние до районного центра — 37 км. Расстояние до административного центра Сосновского сельсовета села Сосновка — 6 км.
От села Державинка на восток идёт дорога к сёлам Автономовка и Верхнеборовая, на юг идёт дорога к сёлам Водораздельное и Милехино.

## Население
| 2002 | 2010 | 2012 | 2013 | 2014 | 2015 | 2016 |
| ---- | ---- | ---- | ---- | ---- | ---- | ---- |
| 195  | ↘143 | ↘141 | ↘133 | ↘129 | ↘126 | ↘124 |
| 2017 | 2018 |      |      |      |      |      |
| ↘121 | ↘118 |      |      |      |      |      |

## Улицы
- ул. Хуторская,
- ул. Центральная,
- ул. Энергетиков.

## Экономика
Сельскохозяйственные предприятия Серышевского района.